# Manuale distruzione
Manuale distruzione è il primo album in studio della cantautrice italiana Levante, pubblicato l'11 marzo 2014.
Nel 2024 pubblica il remake integrale dell'album, (Manuale distruzione - 10 anni dopo), registrato in collaborazione ad altri 11 artisti.

## Tracce
Testi di Claudia Lagona, musiche di Alberto Bianco, eccetto dove indicato diversamente.
1. Non stai bene – 3:00
2. Cuori d'artificio – 4:40
3. Memo – 3:35
4. Le margherite sono salve – 4:42
5. Sbadiglio – 3:21
6. Come quando fuori piove – 3:52
7. Nuvola – 3:52
8. Alfonso – 4:37
9. Farfalle – 4:30
10. Senza zucchero – 4:11 (testo: Claudia Lagona – musica: Alessandro Bavo)
11. Duri come me – 3:45
12. La scatola blu – 2:06 (Claudia Lagona)

## Formazione
- Levante – voce
- Daniele Celona – pianoforte
- Alessio Sanfilippo – batteria, percussioni
- Claudio De Marco – batteria
- Bianco – basso, chitarra, programmazione
- Federico Puttilli – chitarra
- Gianluca Senatore – chitarra

## Classifiche
| Classifica (2014) | Posizione raggiunta |
| ----------------- | ------------------- |
| Italia            | 8                   |